# 891
891 је била проста година.

## Догађаји
- 21. фебруар — Гвидо III Сполето је крунисан за цара Светог римског царства. Његов син Ламберт је проглашен за краља Италије.
- Арнулф Карантанијски побеђује Викинге код Левена.

- Лето – Орсо, лангобардски принц од Беневента, свргнут је након што су Византинци заузели Беневенто. Беневенто постаје престоница теме Лонгобардије.
- Битка код Левена: Викиншки јуришници на реци Дајл (близу Леувена), у данашњој Белгији, трпе поразан пораз од франачких снага под краљем Арнулфом од Корушке.
- Муслиманске снаге предвођене Абдулахом ибн Мухамедом ал-Умавијем, омејадским емиром Кордобе, побеђују вођу побуњеника Омара ибн Хафсуна код Полија, у Ал-Андалузу (модерна Шпанија).
- Ел-Мувафак, абасидски принц и врховни командант, умире у главном граду Багдаду. Његов син Ал-Мутадид је признат као регент и други наследник Абасидског калифата.
- Српског кнеза Мутимира, наследио је његов најстарији син и наследних Прибислав Мутимировић. Он је започео христијанизацију Срба. а са власти га је збацио његов брат од стрица Гојника, Петар Гојниковић.
- 25. фебруар – Умро Фуџивара но Мотоцуне, јапански државник. Током свог живота, изнудио је оставку цара Иозеија и постао шеф клана Фуџивара.
- 14. септембар – Папа Стефан V умире после шестогодишње владавине. Наследио га је папа Формоз, бивши кардинал бискуп Портуса, као 111. римски папа.

## Смрти
- 14. септембар — Стефан V, римски папа
- српски кнез Мутимир Властимировић